# K. Rudzki i S-ka

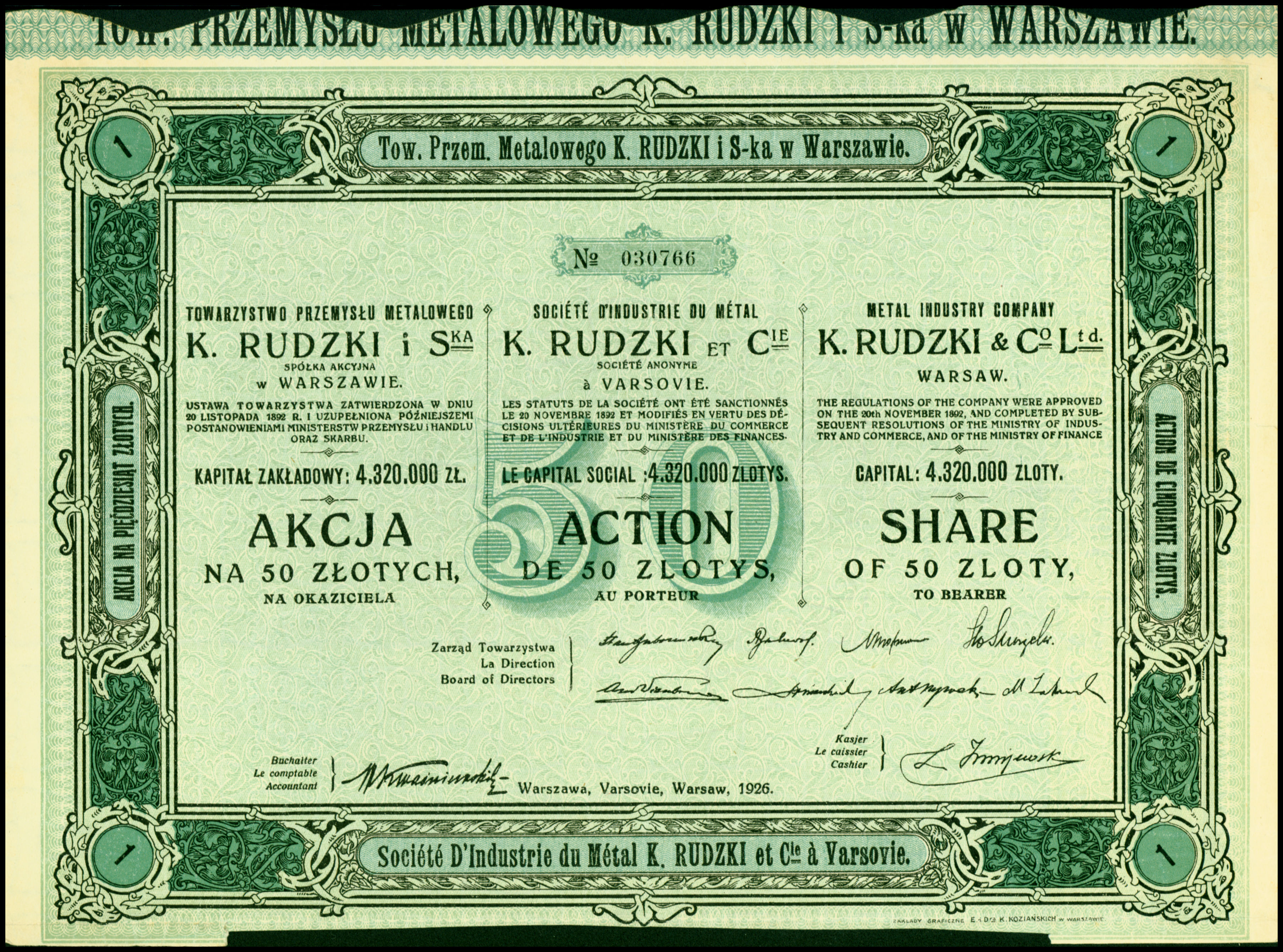
Akcja na okaziciela spółki o wartości nominalnej 50 zł z 1 stycznia 1926 r.

K. Rudzki i S-ka – przedsiębiorstwo inżynieryjne, produkcyjne i budowlane. Założone w Warszawie w 1858 r. jako odlewnia żelaza przez hrabiego Andrzeja Artura Zamoyskiego i prowadzone przez Konstantego Rudzkiego, rozszerzyła swą działalność na budownictwo, przemysł stalowy i inżynierię. Pod koniec XIX w., przedsiębiorstwo z siedzibą w Warszawie i fabryką w Mińsku Mazowieckim, stało się jednym z największych przedsiębiorstw budujących mosty w Europie środkowej i wschodniej, posiadając około 20% udziałów w budowie mostów w Imperium Rosyjskim. Po I wojnie światowej wstrzymano część przedsiębiorstwa zajmującą się produkcją maszyn, jednak kontynuowano działalność inżynieryjną i konstrukcyjną. Po II wojnie światowej zostało znacjonalizowane i wkrótce zlikwidowane.
W trakcie swego istnienia przedsiębiorstwo było odpowiedzialne za niektóre innowacyjne konstrukcje mostów na świecie, w tym za budowę mostu Poniatowskiego w 1914, mostu Chabarowskiego w 1916 (z długością ponad 2500 m przez kilka dekad był najdłuższym mostem w Europie i Azji) i za budowę mostu w Maurzycach w 1927, pierwszego spawanego mostu drogowego na świecie.

## Nazwa
Pierwotna odlewnia, która tworzyła trzon przyszłej spółki została nazwana „Gisernia K. Rudzkiego i Spółki przy Warsztatach Żeglugi Parowej w Warszawie”. Gdy przedsiębiorstwo rozszerzyło działalność na inżynierię, budowę maszyn i inne dziedziny, w 1873 jego firma została zmieniona na: „Fabryka Machin i Odlewów Żelaznych «K. Rudzki i Spółka»”. W 1893 Fabryka stała się formalnie towarzystwem akcyjnym i przyjęła firmę: „Towarzystwo Akcyjne Fabryki Machin i Odlewów «K. Rudzki i S-ka»”. Następnie, w 1932 oficjalną firmę zmieniono na „Towarzystwo Przemysłu Metalowego «K. Rudzki i Spółka» SA”. Niezależnie od oficjalnego brzmienia firmy spółki, nazwisko jej twórcy stało się niemal synonimiczne z samą firmą, zwłaszcza że Konstanty Rudzki zmarł w 1899, w szczytowym momencie działalności przedsiębiorstwa.

## Historia

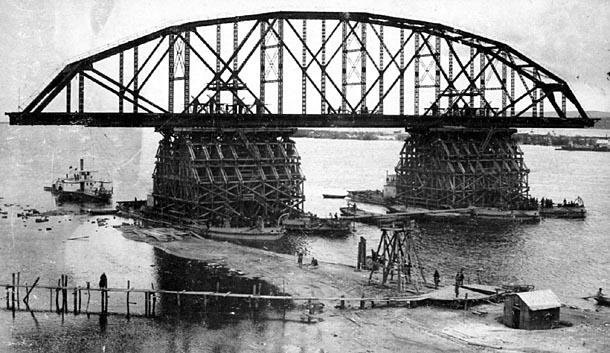
Budowa mostu Chabarowskiego (1913-1916)

W roku 1858 Konstanty Rudzki, polski inżynier z doświadczeniem w przemyśle stalowym i górniczym nabytym w Europie Zachodniej otrzymał od hrabiego Andrzeja Artura Zamoyskiego zadanie stworzenia odlewni w Warszawie. Zamoyski potrzebował specjalistycznego lokalnego przedsiębiorstwa do współpracy z jego rozwijającą się działalnością w branży stoczniowej, więc sfinansował stworzenie odlewni, nazwanej „Gisernia K. Rudzkiego i Spółki przy Warsztatach Żeglugi Parowej w Warszawie”. Spółka działała przy warsztatach należących do Spółki Żeglugi Parowej Zamoyskiego.
Nowa fabryka, początkowo usytuowana na skrzyżowaniu ulic Czerniakowskiej i Rozbrat w warszawskim Czerniakowie, w miejscu, w którym powstanie potem Port Czerniakowski, była jedną z najnowocześniejszych odlewni w Królestwie Polskim. Została ona wyposażona w nowoczesny silnik parowy zasilający wentylatory dwóch żeliwiaków, podczas gdy para w kotle parowym wytwarzana była przez same piece. Ponadto, silnik parowy zasilał również tokarnię i szereg innych mechanizmów. Paliwo dostarczane było za pomocą sześciu pieców koksowniczych zainstalowanych na miejscu. W 1860 załoga fabryki liczyła około 100 pracowników i wytwarzała wszystkie rodzaje odlewów żeliwnych, miedzianych i mosiężnych, od maszyn rolniczych, przez rury i odważniki, po maszyny do drewna oraz maszyny przemysłu włókienniczego i papierniczego.

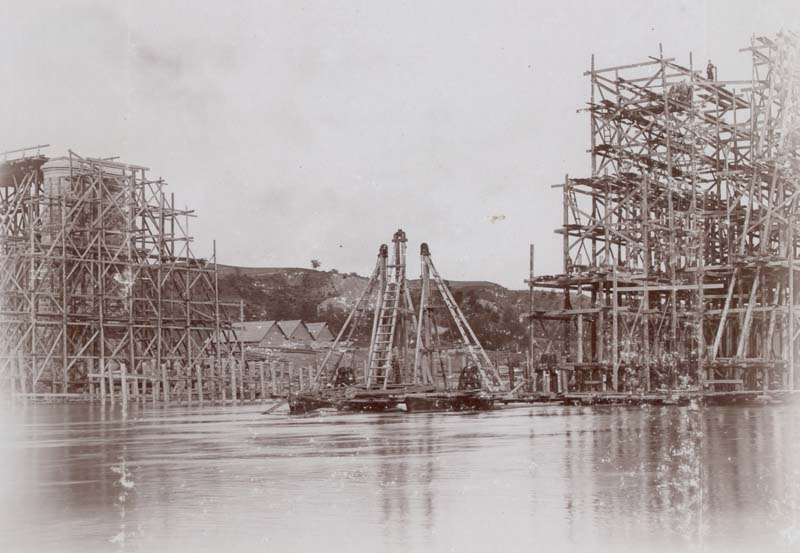
Budowa mostu na rzece Niemen (przed 1899). K. Rudzki i S-ka była jedynym przedsiębiorstwem w całym Imperium Rosyjskim tworzącym mosty od fazy projektu, po montaż elementów na miejscu, łącznie z pracami kesonowymi oraz budową pylonów i przyczółków

W następstwie powstania styczniowego hrabia Zamoyski, dobroczyńca Konstantego Rudzkiego, musiał opuścić kraj. Kierownictwo Spółki Żeglugi Parowej przejął w 1866 Maurycy Fajans, a w 1871 nastąpiła jej formalna likwidacja. Część flotylli rzecznej Zamoyskiego została przejęta przez rosyjskich armatorów, Fajans wykupił trzy parowce. Jednakże przedsiębiorstwo Rudzkiego przetrwało wojnę i kontynuowało działalność bez wsparcia swego głównego klienta. Pod koniec lat 60. XIX w. przedsiębiorstwo rozszerzyło swą działalność na produkcję maszyn, otwierając również nowe warsztaty mechaniczne. W 1876 na Wystawie światowej w Filadelfii „K. Rudzki i S-ka” przedstawiła Warszawiankę, pierwszą żniwiarkę polskiego pomysłu, uważaną za jeden z najważniejszych polskich wynalazków z końca XIX wieku.

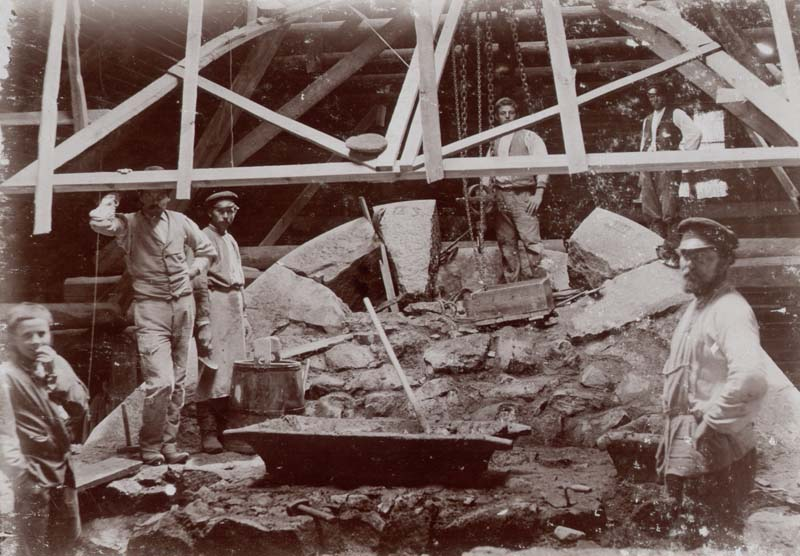
Budowniczy i inżynierowie podczas budowy nowego mostu drogowego na rzece Niemen w pobliżu Olity (przed 1899)

W 1873 Konstanty Rudzki był w stanie nabyć wszystkie akcje w spółce. Jednakże przeinwestował i został zmuszony do znalezienia nowych partnerów. Ostatecznie zachował 52 procent udziałów, a resztę wykupili w 1878 Alfred Czarnomski, Władysław Mazurowski i Józef Korycki. Od tego czasu spółka zaczęła się szybko rozwijać. W 1879 roku zatrudniała 221 pracowników, pod koniec XIX wieku ich liczba wzrosła do 890, a wartość produkcji wzrosła z 180 000 rubli do 2 132 000 rubli. W 1892 roku przedsiębiorstwo zostało formalnie przekształcone w spółkę akcyjną.
Początkowo K. Rudzki i S-ka korzystała z szybkiego uprzemysłowienia Królestwa Polskiego. W 1881 uzyskała patent na innowacyjne metody produkcji rur, co pozwoliło jej stać się jednym z głównych wykonawców budowy warszawskich wodociągów i kanalizacji. Innym ważnym sektorem działalności K. Rudzkiego była budowa dróg kolejowych Imperium Rosyjskiego. Przedsiębiorstwo weszło na rynek jako producent rur kanalizacyjnych do stacji kolejowych, ale szybko rozszerzyło działalność na budowę mostów. Dzięki innowacyjnemu podejściu Konstantego Rudzkiego, jego przedsiębiorstwo stało się jedynym przedsiębiorstwem w całym Imperium Rosyjskim, będącym w stanie zaprojektować most, wyprodukować go, transportować na plac budowy i zbudować go na miejscu, wraz z pracami kesonowymi i betonowymi. Była także jedyną spółką w Imperium Rosyjskim, konstruującą skomplikowane mosty w odległych lokalizacjach.
Pomiędzy 1891 i 1899 spółka wybudowała wiele mostów kolejowych w całym Imperium Rosyjskim, spinających brzegi Wołgi, Amu-Darii, Ingody, Amura, Newy, Dwiny, a w Kraju Ussuryjskim rzeki: Chor, Bolszaja Ussurka i Bikień. Głównymi klientami były Kolej Warszawsko-Terespolska, Kolej Warszawsko-Kaliska i linia kolejowa Siedlce – Połock; w Rosji linia Perm – Kotłas; na Ukrainie Kolej Południowo-Zachodnia. Większość większych mostów kolejowych zbudowanych w Polsce w tym okresie była także zbudowana przez spółkę K. Rudzkiego, w tym most im. Ignacego Mościckiego w Puławach czy most kolejowy we Fronołowie. Niemal 20% wszystkich mostów zbudowanych w Rosji w tym okresie zbudowała spółka K. Rudzkiego.
Elementy stalowe były w całości produkowane w nowej fabryce wybudowanej w Mińsku Mazowieckim. Następnie były transportowane do miejsca przeznaczenia koleją lub statkiem (z portu w Odessie, przez Kanał Sueski, m.in. do Nikołajewska nad Amurem na Dalekim Wschodzie, a następnie przy pomocy barek rzecznych w górę rzeki Amur), a następnie montowane przez robotników i inżynierów przedsiębiorstwa na miejscu. W celu uzupełnienia produkcji mostów, w 1897 roku przedsiębiorstwo założyło pierwszą w Warszawie odlewnię staliwa. W 1893 Konstanty Rudzki odsunął się od kierowania spółką, lecz pozostał prezesem jej zarządu do śmierci w 1899. W tym ostatnim okresie skupił się głównie na poprawie warunków pracy i bezpieczeństwa. Wśród innych jego działań były sfinansowanie powstałego w 1893 przytułku dla pracowników i wprowadzenie w 1895 ubezpieczeń dla wszystkich pracowników.

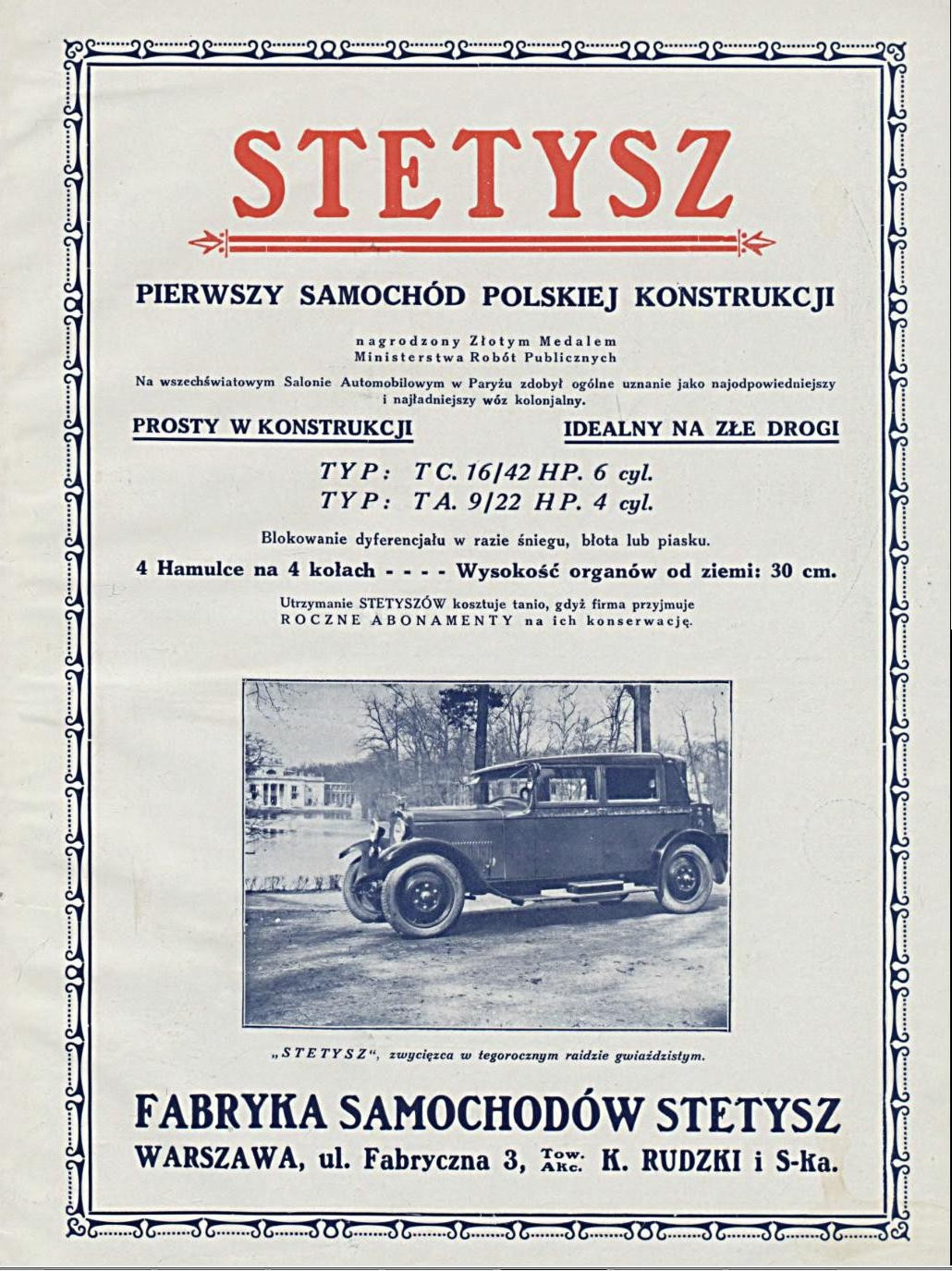
Reklama samochodu Stetysz, produkowanego od 1927 w warszawskiej fabryce K. Rudzkiego

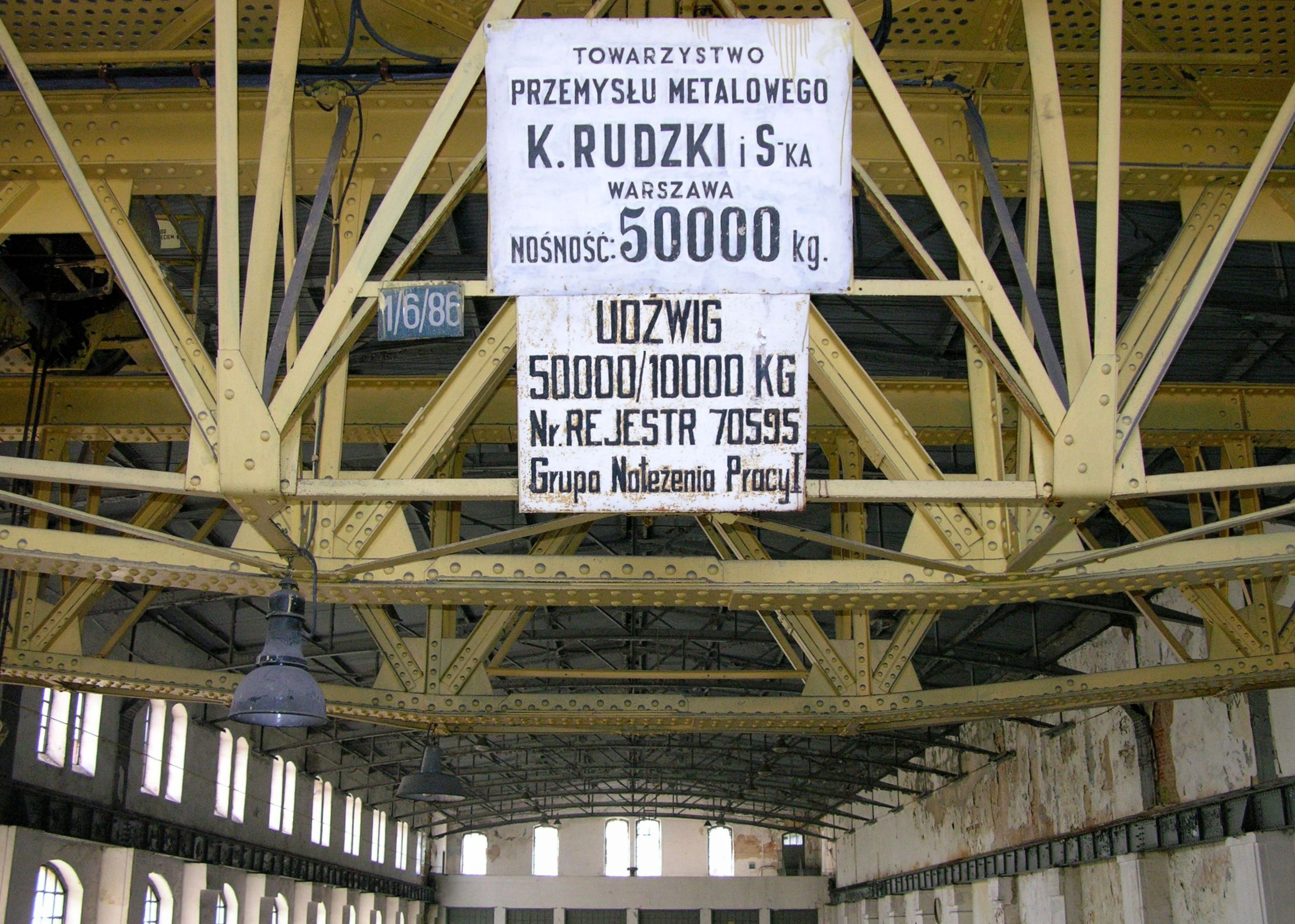
Tablica na suwnicy wyprodukowanej przez spółkę w elektrowni EC1 w Łodzi

Na początku XX wieku działalność związana z budową mostów została poszerzona. W 1902 K. Rudzki i S-ka weszła do kartelu z kilkoma podobnymi przedsiębiorstwami z Rosji, w ramach którego przyznano jej 17% wszystkich umów na budowy mostów w Imperium Rosyjskim. W sumie w pierwszych dwóch dekadach XX w. przedsiębiorstwo zbudowało 5000 metrów stalowych mostów drogowych i 24 000 metrów różnych mostów kolejowych dla 37 spółek kolejowych, dodatkowo zapewniając im sieć ponad dwóch milionów metrów rurociągów. Wśród mostów stalowych zbudowanych przez spółkę K. Rudzkiego były most Poniatowskiego w Warszawie (wtedy zwanym Trzecim Mostem) z 1914, a także większość przepraw rzecznych Kolei Transsyberyjskiej, w tym most Chabarowski z 1916 roku, który z długością ponad 2500 m przez kilka dekad był najdłuższym mostem w Eurazji. Spółka zbudowała również mosty m.in. dla Kolei Warszawsko-Petersburskiej, Kolei Amurskiej (wszystkie mosty na wschodnich i środkowych sekcjach linii), Kolei Wschodniosyberyjskiej i Kolei Wschodniochińskiej. Przedsiębiorstwo Rudzkiego było również jednym z głównych wykonawców odlewów podczas budowy Kościoła św. Apostołów Piotra i Pawła w Warszawie (1894) i Hal Mirowskich (1899-01), a także kontynuowało produkcję maszyn dla przedsiębiorstw kolejowych: suwnic, dźwigów, sprzętu artyleryjskiego, kotłów parowych, i wielu innych rodzajów maszyn. W latach 1893–1914 kapitał zakładowy spółki wzrósł sześciokrotnie: z 600 000 rubli do ponad 4 mln. Łączna wartość produkcji w 1914 wyniosła 11,6 mln rubli.

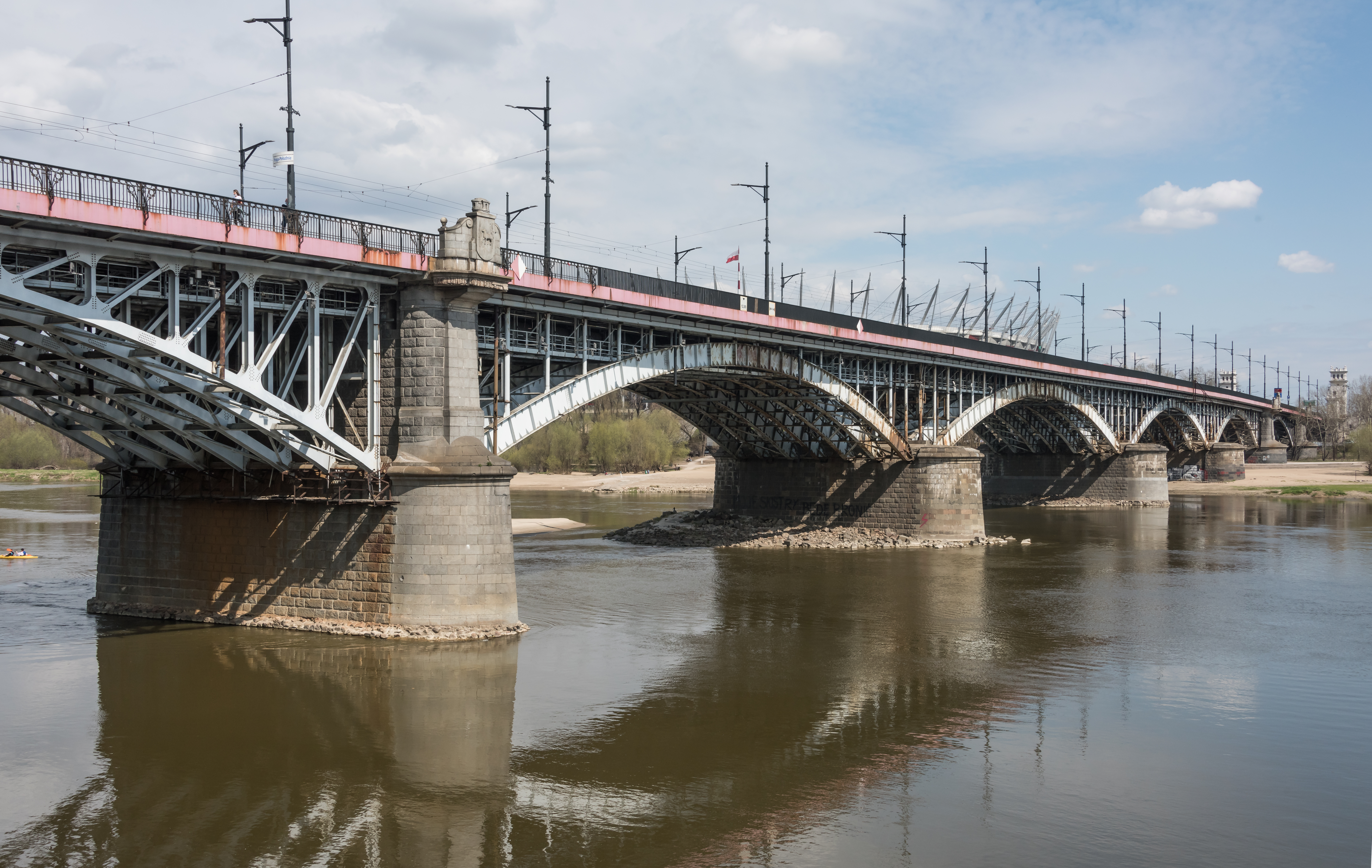
Most Poniatowskiego na Wiśle w Warszawie

Rozwój spółki został zatrzymany wskutek wybuchu I wojny światowej. W okresie międzywojennym przedsiębiorstwo zostało trwale odcięte od swoich wschodnich rynków, ale jej gałąź produkcyjna została odbudowana. Przedsiębiorstwo działało dalej jako konstrukcyjno-budowlane. Mimo prób wejścia na rynek motoryzacyjny poprzez uruchomioną w 1927 produkcję samochodów Ralf-Stetysz, w 1933 roku fabryka w Warszawie została całkowicie zamknięta i od tego czasu funkcjonowała tylko fabryka w Mińsku Mazowieckim. Kapitał zakładowy powojennej spółki pozostał jednak wysoki – w 1924 wyniósł 4 320 000 złotych. Przedsiębiorstwo nadal uczestniczyło w niektórych z najtrudniejszych projektów inżynieryjnych w okresie międzywojennym, w tym w budowie mostu w Maurzycach, pierwszego drogowego spawanego mostu na świecie, z 1927 roku. Spółka wybudowała także Transatlantycką Centralę Radiotelegraficzną w Starych Babicach, jedną z największych stacji radiowych epoki. Jednakże częściowo z powodu wielkiego kryzysu, wartość sprzedaży w dalszym ciągu spadała, z 17,5 mln zł przychodów w 1929 roku do 5,7 mln w 1936 roku. Spółka jednak nadal była jednym z głównych konstruktorów mostów w Polsce, zapewniając sobie wiele prestiżowych kontraktów, takich jak budowa mostu im. Ignacego Mościckiego w Puławach. W latach 20. funkcję dyrektora zarządzającego fabryki K. Rudzki pełnił inż. Gustaw Włodek.

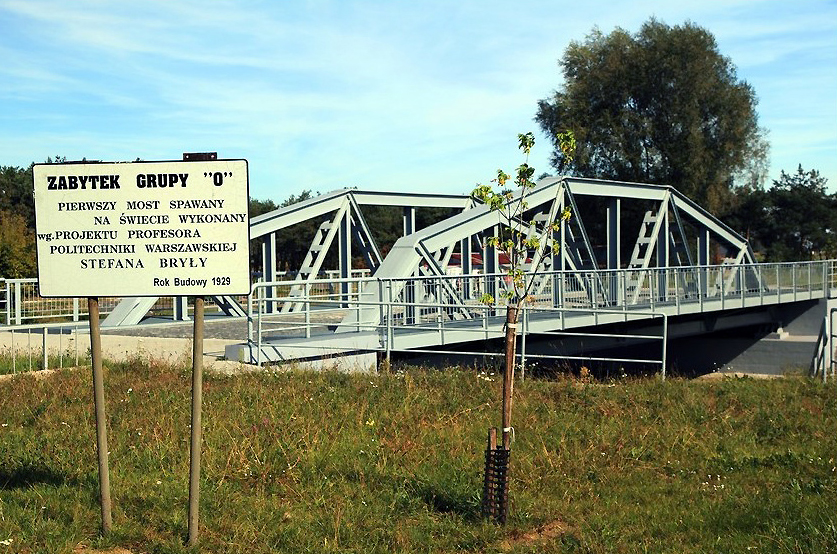
Most spawany w Maurzycach na Słudwi

Jednym z ostatnich mostów zrealizowanych przed wojną przez przedsiębiorstwo był most im. Legionów Piłsudskiego na Wiśle w Płocku. Skomplikowaną budowę najdłuższego wówczas mostu w Polsce zakończyły, w mniej niż dwa lata, spółka K. Rudzkiego wraz z innym przedsiębiorstwem, Przedsiębiorstwem Robót Inżynieryjnych Leszek Muszyński. Most otwarto dla ruchu z końcem 1938 roku, a już rok później został zniszczony, podczas pierwszych etapów kampanii wrześniowej.
Po II wojnie światowej fabryka została znacjonalizowana, a w 1948 oficjalnie zlikwidowana. Jej zakład produkcyjny w Mińsku Mazowieckim został przejęty przez nowe, państwowe przedsiębiorstwo produkujące elementy stalowe do budowy mostów oraz suwnice, żurawie portowe i temu podobne. Nowa fabryka działa od tamtej pory pod nazwą Fabryka Urządzeń Dźwigowych S.A.